# Oeonistis splendens
Oeonistis splendens là một loài bướm đêm thuộc phân họ Arctiinae, họ Erebidae.